# H. Gustav Klaus
H. Gustav Klaus (* 18. April 1944 in Büdingen; † 25. Februar 2020 in Villingen-Schwenningen) war ein deutscher Anglist und Literaturwissenschaftler.

## Leben
Von 1963 bis 1970 studierte er Anglistik, Geschichte und Politik an der Goethe-Universität, FU Berlin und Universität Marburg (1970 erstes Staatsexamen (Anglistik, Geschichte), 1971 Erweiterungsprüfung erstes Staatsexamen (Politik)). Nach der Promotion 1977 an der Universität Bremen und der Habilitation 1982 in Osnabrück war er von 1994 bis 2009 Professor für die Literatur Britanniens in Rostock.
Seine Forschungsinteressen waren plebejische und Arbeiterliteratur, Kulturanalyse, Literatur des Spanischen Bürgerkriegs, Utopien und Erzählliteratur Schottlands.

## Schriften (Auswahl)
- Factory girl. Ellen Johnston and working-class poetry in Victorian Scotland. Frankfurt am Main 1998, ISBN 0-8204-3604-6.
- The rise of socialist fiction, 1880–1914. Brighton 2018, ISBN 978-1-911454-93-9.
- The literature of labour. Two hundred years of working-class writing. Brighton 2018, ISBN 978-1-911454-90-8.
- Voices of anger and hope. Studies in the literature of labour and socialism. Brighton 2019, ISBN 978-1-912224-44-9.